# Łódź, Gostyń
Łódź este un cătun situat în satul Bodzewo, comuna (gmina) Piaski, powiatul Gostyń, voievodatul Polonia Mare, în partea central-vestică a Poloniei. El se află la aproximativ 6 km sud de satul Piaski (reședința gminei), la 8 km sud-est de orașul Gostyń (reședința powiatului) și la 64 km sud de capitala regională Poznań.
În perioada Marelui Ducat de Poznań (1815-1848), acest loc era menționat ca moșia (folwark) Łódź și aparținea satelor mai mari din powiatul prusac Kröben al regiunii Posen (Poznań). Łódź aparținea districtului Gostyń al acestui powiat și făcea parte din moșia Bodzewo, al cărei proprietar era la acea vreme (1846) Kaulfus. Conform recensământului oficial din 1837, satul avea 124 de locuitori, care locuiau în 11 fumuri (case).
În anii 1975–1998 această localitate a aparținut administrativ voievodatului Leszno, iar din 1999 aparține voievodatului Polonia Mare. Satul avea o populație de 20 de locuitori în 2015.